# Заза (река)
Заза — река в Еравнинском районе Бурятии. Правый приток Витима.

## География
Длина — 137 км. Площадь водосборного бассейна — 1890 км², ширина реки — до 25 м, глубина — до 1,3 м, скорость течения — до 0,6 м/с. По данным наблюдений с 1956 по 1990 год среднегодовой расход воды в 3 км от устья составляет 4,55 м³/с. Впадает в Витим в 1620 км от его устья по правому берегу.

## Гидрология
| Средний расход воды (м³/с) реки Зазы по месяцам с 1956 по 1990 гг. (замеры производились на гидрологическом посту в 3 км от устья) |

## Основные притоки
(расстояние от устья)
- 30 км — река Терепхэ (лв)
- 34 км — река Яранда (лв)
- 35 км — река Суба (лв)
- 46 км — река Хысеха (лв)

## Данные водного реестра
По данным государственного водного реестра России и геоинформационной системы водохозяйственного районирования территории РФ, подготовленной Федеральным агентством водных ресурсов:
- Бассейновый округ — Ленский
- Речной бассейн — Лена
- Речной подбассейн — Витим
- Водохозяйственный участок — Витим от истока до водомерного поста у села Калакан